# Cephalantheropsis
Cephalantheropsis là một chi phong lan gồm 8 loài phân bố ở Trung Quốc, Nhật Bản, phía đông dãy Himalaya và Đông Nam Á.

## Các loài
- Cephalantheropsis calanthoides
- Cephalantheropsis gracilis
  - Cephalantheropsis gracilis var. halconensis
  - Cephalantheropsis gracilis var. venusta
- Cephalantheropsis halconensis
- Cephalantheropsis laciniata
- Cephalantheropsis lateriscapa
- Cephalantheropsis longipes
- Cephalantheropsis obcordata
- Cephalantheropsis venusta